# Фантастическая четвёрка (невыпущенный фильм)
«Фантастическая четвёрка» (англ. The Fantastic Four) — невышедший супергеройский фильм, основанный на одноимённой команде супергероев Marvel Comics. Он повествует о становлении Фантастической четвёрки и её конфронтации с Доктором Думом. Исполнительными продюсерами выступили специалисты по низкобюджетным фильмам Роджер Корман и Бернд Айхингер, последний из которых намеревался сохранить права на экранизацию комиксов о супергеройской команде.
Несмотря на то, что официальная премьера картины так и не состоялась, с 31 мая 1994 года начали распространяться пиратские копии фильма. Все права на «Фантастическую четвёрку» Роджера Кормана принадлежат Marvel, которая не собирается официально её издавать. По словам Айхингера, Ави Арад приобрёл права на фильм за 4 — 5 миллионов долларов.

## Сюжет
Одарённые студенты колледжа Рид Ричардс и его друг Виктор намереваются провести научный эксперимент над пролетающей вблизи Земли кометой «Колосс», с целью добычи огромного источника энергии. Несмотря на предупреждения Рида, Виктор отказывается провести симуляцию, в результате чего эксперимент оборачивается крахом, а Виктор, по всей видимости, погибает.
Десять лет спустя Рид вместе со своим лучшим другом Беном Гриммом собирается отправиться в космос на космическом корабле, чтобы изучить «Колосса», который вновь пролетает мимо Земли. Поддавшись на уговоры Бена, Рид приглашает в полёт Сьюзан Шторм и её младшего брата Джонни, мать которых в прошлом сдавала Ричардсу комнату в их пансионате. В то же время человек по прозвищу Ювелир подменяет предназначенный для защиты от космического излучения алмаз на реплику, дабы произвести впечатление на полюбившуюся ему слепую скульпторшу Алисии. Из-за этого Рид, Сью, Джонни и Бен подергаются воздействию радиации, а их корабль терпит крушение. Совершив аварийную посадку на Земле, четверо молодых людей обнаруживают, что космические лучи наделили их особыми суперспособностями: тело Рида стало более эластичным, Сьюзан научилась становиться невидимой, Джонни получил возможность создавать огонь, а Бен превратился в существо с каменной кожей.
Позже их захватывают выдающие себя за морских пехотинцев люди, на деле являющиеся подчинёнными Виктора, который стал монархом по прозвищу Доктор Дум. Совершив побег, они отправляются в Здание Бакстера, где Рид устанавливает предпосылки их соответствующих сил. Понимая, что из всех четверых только он не сможет жить нормальной жизнью, Бен начинает скрываться на улицах города. Его находят бездомные, которые затем отводят Гримма в логово Ювелира.Ювелир поручает своим приспешникам похитить Алисию, в надежде, что та согласится стать его королевой, когда он подарит ей украденный алмаз. Дум, у которого имеются собственные планы на алмаз, отправляет своих приспешников к Ювелиру с деловым предложением, однако тот отказывается. Тогда Дум лично приходит за алмазом, устраняя людей Ювелира. Когда Бен угрожает ему расправой, Дум берёт Алисию в заложники. Та признаётся Бену, что любит его, после чего Гримм, тронутый признанием девушки, возвращается в прежнее состояние и сбегает в город. Разочарованный своей беспомощностью, он вновь превращается в Существо.
Бен возвращается к своим друзьям и сообщает им об инциденте. В конечном итоге Рид осознаёт, что под маской Дума скрывается Виктор. Дум связывается с четвёркой, угрожая использовать алмаз для питания лазерной пушки, которая уничтожит Нью-Йорк, если Рид и остальные не сдадутся ему. Понимая, что они единственные, кто может его остановить, молодые люди надевают супергеройские костюмы и отправляются в замок Дума, где сталкиваются с его солдатами. Дум ловит Фантастическую четвёрку в ловушку и запускает процесс извлечения их сил, однако Рид, воспользовавшись своей эластичностью, выбивает алмаз из радиуса действия лазера и вступает с Виктором в бой. В результате последний оказывается в подвешенном состоянии, сначала умоляя Ричардса спасти его, а затем обвиняя в своей судьбе. Рид пытается спасти Виктора, однако перчатка Дума отделяется от его тела, и тот падает в пропасть. Тем не менее, через какое-то время его перчатка начинает двигаться сама по себе. Тем временем Джонни становится Человеком-факелом и использует новообретённые способности, чтобы перехватить выстрел лазера и перенаправить его в открытый космос. Бен освобождает Алисию и полноценно представляется ей. Она ощущает каменную поверхность его лица, но не страшится изменившейся внешности. Фантастическая четвёрка решает посвятить жизнь борьбе со злом, а Рид и Сью женятся.

## В ролях

Алекс Хайд-Вайт (Мистер Фантастик), Ребекка Стааб (Невидимая леди), Карл Киарфалио (Существо) и Джей Андервуд (Человек-факел).

| Актёр            | Роль                           |
| ---------------- | ------------------------------ |
| Алекс Хайд-Вайт  | Рид Ричардс / Мистер Фантастик |
| Ребекка Стааб    | Сьюзан Шторм / Невидимая леди  |
| Джей Андервуд    | Джонни Шторм / Человек-факел   |
| Майкл Бэйли Смит | Бен Гримм                      |
| Карл Киарфалио   | Существо                       |
| Джозеф Калп      | Виктор / Доктор Дум            |
| Йен Триггер      | Ювелир                         |
| Кэт Грин         | Алисия Мастерс                 |

## Производство
В 1983 году продюсер немецкого происхождения Бернд Айхингер встретился со Стэном Ли из Marvel Comics в доме Ли в Лос-Анджелесе, чтобы обсудить возможность постановки фильма, основанного на комиксах про Фантастическую четвёрку. Айхингер не мог осуществить свой замысел вплоть до 1986 года, когда его продюсерская компания Constantin Film приобрела права на экранизацию «Фантастической четвёрки» по цене, которую сам продюсер называл «небольшой», приблизительно в 250 000 $. Несмотря на заинтересованность в производстве фильма со стороны Warner Bros. Pictures и Columbia Pictures, потенциальная картина имела ограниченный бюджет, в то время как в соответствии с заключённой с Marvel сделкой Constantin Film могла лишиться прав на супергеройскую команду 31 декабря 1992 году. Получив отказ от Marvel о продлении срока, Айхингер вознамерился во что бы то ни стало сохранить права посредством снятия малобюджетного фильма «Фантастическая четвёрка». В сентябре 1992 года он объединился со специалистом по фильмам категории B Роджером Корманом, согласившимся спродюсировать фильм с бюджетом в 1 000 000 $, дистрибуцией которого должна была заниматься компания New Horizons Pictures.
Съёмочный период начался 28 декабря 1992 года и продлился около 21 или 25 дней, а сам фильм обрёл режиссёра в лице клипмейкера Олея Сэссона.
Художник Пит фон Шолли был ответственен за раскадровку. Съёмки проходили на звуковой сцене New Concorde, расположенной в Венисе, Лос-Анджелесе. Сцена крушения космического корабля снималась в Агуре, Калифорнии, а эпизод с неудачным экспериментом — в Университете Лойола Мэримаунта. Совместные сцены главных героев проходили в здании Тихоокеанской биржи в центре Лос-Анджелеса.
Художник по костюмам Рев Ричардс вспоминал, как в 1993 году он посетил магазин комиксов Golden Apple на Мелроуз-авеню в Лос-Анджелесе, чтобы купить комиксы о Фантастической четвёрке в рамках подготовки к работе. Когда он обозначил свою цель его окружили люди в магазине с вопросом: «Ты будешь следовать первоисточнику», после чего Ричардс ответил: «Именно поэтому я и покупаю эти комиксы». Пол Ахерн был нанят в качестве консультанта по оружию, а Скотт Биллапс для создания компьютерных эффектов. Джон Вулич и Эверетт Баррелл из Optic Nerve выступили художниками-визажистами. Каскадёр Карл Чиарфалио, который носил резиновый костюм супергероя Существо, работал с актёром Майклом Бейли Смитом, сыгравшим альтер эго Существа, Бена Гримма, чтобы оба воплощения имели схожие манеры. В течение нескольких месяцев пост-продакшена композиторы Дэвид и Эрик Вурст лично внесли 6 000 $ на финансирование оркестра из 48 человек для создания саундтрека.

## Запланированные продвижение и выпуск
В 1993 году, в статье Гора Кристиана для журнала Film Threat была опубликована предварительная дата фильма — День труда 1993 года. В течение лета того же года в кинотеатрах показывались трейлеры картины, которые были также включены в видео-релизы фильмов Кормана «Карнозавр» и «Пропала маленькая миллионерша». Актёры наняли за свой счёт специалиста по рекламе, чтобы тот помог продвижению фильма на показе клипов в Шрайн-Аудиториум и во время San Diego Comic-Con International. Также фильм рекламировался на обложке одного из выпусков журнала Film Threat. К тому моменту было объявлено, что мировая премьера состоится в торговом центре Mall of America в Блумингтоне, Миннесоте, 19 января 1994 года, в то время как доходы от мероприятия предназначались для благотворительных организаций Ronald McDonald House и Children’s Miracle Network.
Внезапно премьера фильма была отменена, актёры получили от продюсеров приказ о прекращении маркетинговой кампании, а студия конфисковала негативы. Затем Айхингер сообщил Сэссону, что картина не будет выпущена. Возникло предположение, что релиз «Фантастической четвёрки» никогда не планировался, а производство фильма было запущено исключительно ради сохранения Айхингером прав на персонажей. В 2005 году Стэн Ли подтвердил эту версию, отметив: «этот фильм никогда и никому не должен был быть показан». Также Ли добавил, что актёры и съёмочная группа оставались в неведении. Корман и Айхингер опровергли заявление Ли, при этом первый заявил: «У нас был контракт на выпуск». Айхингер назвал интерпретацию событий от лица Ли «определённо неверной. Это точно не было нашим [первоначальным] намерением снимать фильм категории B, но когда фильм был готов, мы хотели его выпустить». Айхингер заявил, что будущий основатель Marvel Studios Ави Арад, который на момент 1993 года был исполнительным директором Marvel, опасался релиза низкокачественного фильма, который мог бы оттолкнуть массового зрителя от франшизы и предложил компенсировать затраты на производство посредством выкупа картины.
В 2002 году Арад вспоминал, как во время поездки в Пуэрто-Рико в 1993 году один из фанатов обратил внимание на его футболку с логотипом Фантастической четвёрки, после чего поделился своим ажиотажем относительно предстоящей премьеры фильма, о которой сам Арад ничего не знал. Обеспокоенный тем, что малобюджетный фильм может удешевить бренд, он заявил о покупке прав на фильм «за пару миллионов долларов наличными» и, так и не посмотрев его, приказал уничтожить все копии во избежание выпуска картины.
Несмотря на то, что «Фантастическая четвёрка» Роджера Кормана не была официально показана широкой публике, единственный показ состоялся 31 мая 1994 года, после чего было выпущено множество пиратских копий картины. Фильм доступен для просмотра на YouTube и Dailymotion.

## Восприятие
На сайте-агрегаторе рецензий Rotten Tomatoes фильм имеет рейтинг 27 % на основе 11 отзывов. Клинт Моррис из журнала Film Threat поделился впечатлениями об увиденной им копии фильма: «Да, это ужасно малобюджетно, и да, это смехотворно манерно и слабо сыграно, но в то же время есть что-то вопрошающе неотразимое в этой комиксной истории категории B, из-за которой возникает вопрос, почему же она так и не вышла при всём при том, что скорее напоминает „Токсичного мстителя“, чем, скажем, „Человека-паука“… На самом деле сценарий не так уж плох, а некоторые актёры, в частности Майкл Бейли Смит, довольно хороши в этом фильме, и мне кажется, что если его доработать, то вполне можно выпустить». Нил Кэллоуэй из Flickering Myth заявил, что «фильма напоминает дневную мыльную оперу 1990-х годов с довольно неуклюжими диалогами».

## Наследие
Айхингер продолжил переговоры о создании высокобюджетной адаптации, встречаясь с такими известными режиссёрами, как Крис Коламбус, Пейтон Рид и Питер Сигал. В 2004 году Айхингер и его компания начали производство фильма «Фантастическая четвёрка» (2005), который был выпущен 20th Century Fox при бюджете приблизительно в 90 000 000 $. Вслед за премьерой картины в 2005 году Айхингер и Constantin Film выпустили продолжение стоимостью в 130 000 000 $ под названием «Фантастическая четвёрка: Вторжение Серебряного сёрфера» (2007). В 2015 году состоялся выход раскритикованного перезапуска серии фильмов. В 2019 году The Walt Disney Company получила права на экранизацию «Фантастической четвёрки» после приобретения 21st Century Fox. Marvel Studios, в настоящее время принадлежащая Disney, объявила о разработке фильма «Фантастическая четвёрка», действие которого будет разворачиваться в «Кинематографической вселенной Marvel». Премьера картины намечена на 25 июля 2025 года. 25 июля 2025 года состоялась премьера картины «Фантастическая четвёрка: Первые шаги», действие которой разворачивается в «Кинематографической вселенной Marvel»; Хайд-Вайт, Стааб, Андервуд и Бэйли Смит появились в фильме в качестве камео.
В 2013 году основная сюжетная линия четвёртого сезона сериала «Замедленное развитие» вращалась вокруг попытки персонажа Тобиаса Фюнке поставить мюзикл по мотивам «Фантастической четвёрки». В основе истории лежали его романтические отношения с ДеБри Бардо (Мария Бэмфорд), актрисой, сыгравшей Сьюзан Шторм в невышедшей «Фантастической четвёрке». Данная предпосылка пародирует историю фильма Кормана 1994 года, а сюжетная линия представляет собой сатиру на различные противостояния за права экранизации комиксов. 10 июля 2015 года в сети появился документальный фильм «Обречённый: Нерассказанная история «Фантастической четвёрки» Роджера Кормана», в котором Корман и другие члены съёмочной группы осветили проблемы производства картины.